# Anna Harkowska
Anna Harkowska (Świnoujście, 20 maart 1980) is een Poolse paralympisch wielrenster.
Ze begon haar carrière met hardlopen en de triatlon, alvorens zich toe te gaan leggen op wielrennen. In mei 2002 raakte ze betrokken bij een auto-ongeluk, waarbij ze 26 botbreuken opliep in haar benen. Na maanden revalideren kon ze haar carrière hervatten.
In 2012 nam ze deel aan de Paralympische zomerspelen in Londen, alwaar ze drie zilveren medailles haalde.

## Paralympische titels
- Baanwielrennen: achtervolging tweewielers, klasse C5
- Wegwielrennen: wegwedstrijd tweewielers, klasse C 4-5
- Wegwielrennen: tijdrit tweewielers, klasse C 5

## Clubs
- KKS KROSS Ziemia Darłowska - 2005
- Lider Słubice - 2006-2007,
- BRC Zugvogel Berlin i Brothers Bikes Team Berlin - 2008
- Avanti Berlin Uznam Świnoujście - 2009
- IKS Fizjotech warszawa i Olsztyński Klub Sportowy - 2010
- OKS Warmia i Mazury Olsztyn - sinds 2011

- Virtual International Authority File: 7811156619132428780008